# Audi R8 (voiture de course)
Pour les articles homonymes, voir Audi R8 et R8.
Chronologie des modèles (1999 - 2016)
Audi R8C Audi R10 TDI
L'Audi R8 est une voiture de compétition faisant partie de la catégorie LMP900 (devenue LMP1) des épreuves d'endurance, telles que les 24 Heures du Mans, l'ALMS ou encore la série LMS.
Ce prototype a été conçu et développé par Audi Sport, avec le soutien du constructeur italien Dallara, qui s'est occupé de la fabrication de la coque carbone. C'est l'un des Sports-Prototypes le plus victorieux de l'histoire du sport automobile : elle a remporté 63 victoires sur les 80 courses auxquelles elle a participé.
Sa première version s'appelait R8R et a terminé aux 3e et 4e places en 1999 aux 24 Heures du Mans. La R8 a gagné cinq fois sur le circuit de la Sarthe entre 2000 et 2005, étant seulement battue en 2003 par la Bentley Speed 8 (développée à partir de l'Audi R8C de 1999). C'est au volant de l'Audi R8, lors d'essais sur le Lausitzring que Michele Alboreto trouve la mort le 25 avril 2001.
Elle est remplacée par l'Audi R10 à moteur turbodiesel V12 TDI à partir des 24 Heures du Mans 2006.

## Histoire
En 1997, plusieurs marques étaient actives dans les courses d’endurance, et donc en 1998, Audi Motorsport a décidé d’également y participer à partir de 1999. R8 a été attribué en tant que code du projet et un moteur V8 turbo a été développé. Audi a commandé à Dallara la R8R, un roadster ouvert similaire à la BMW V12 LMR construite par Williams F1 Team. Au vu du succès des voitures de course GT1 fermées telles que la Porsche 911 GT1, la Mercedes-Benz CLK GTR et la Toyota GT-One et du changement de règle en LM-GTP, Audi n’était plus sûr que ce concept, qui faisait au moins un tour plus rapide, était le meilleur. À l’automne, rtn de Norfolk a également été chargé de construire un coupé, la R8C.

## Première avec les Audi R8R et R8C

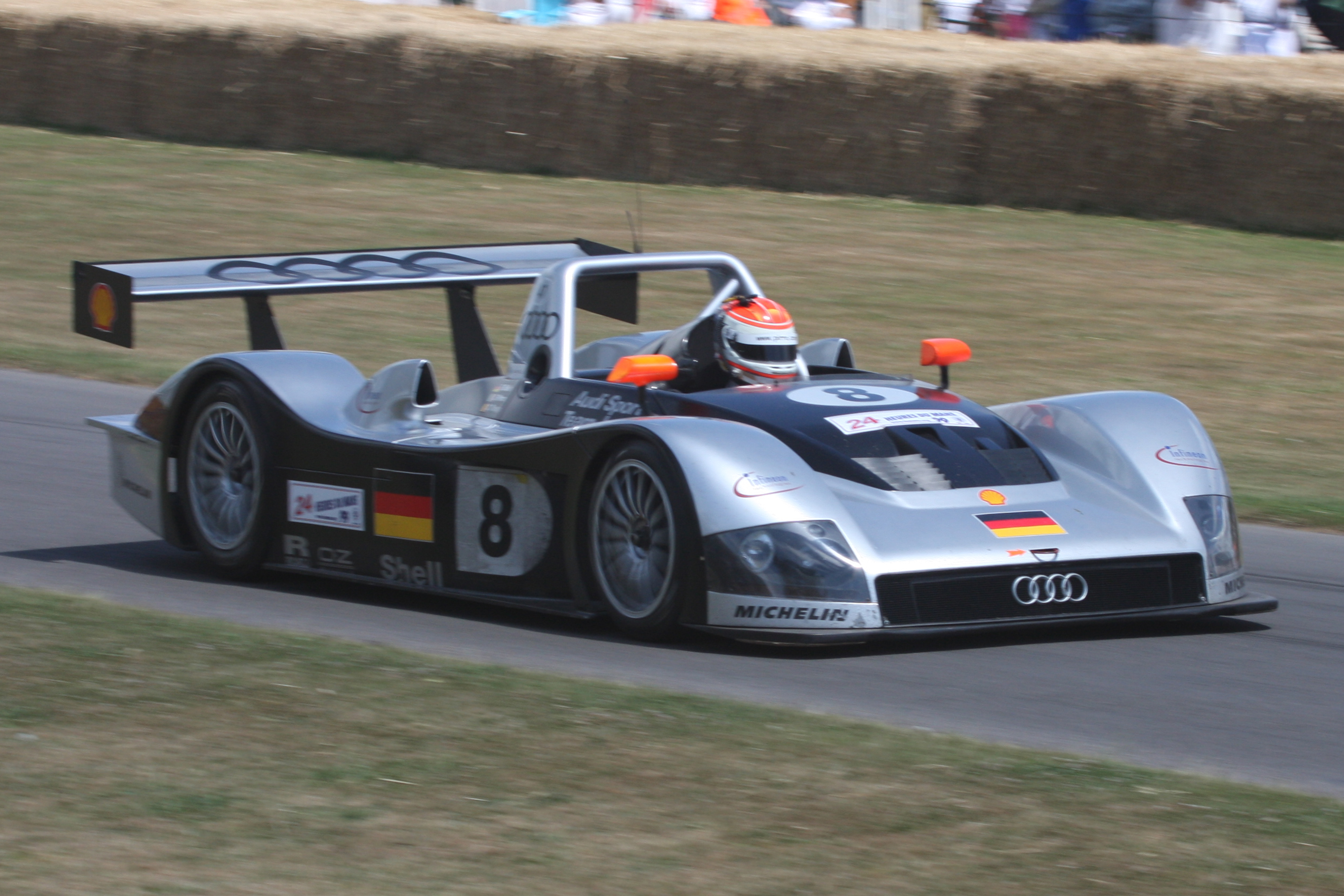
Audi R8R de 1999

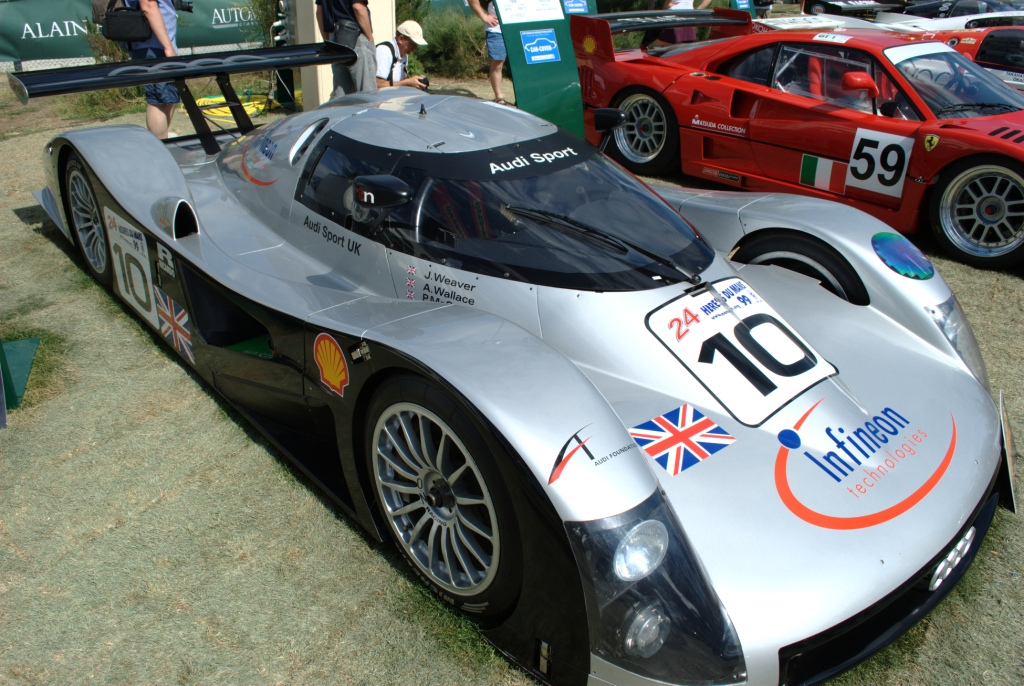
Audi R8C de 1999

En 1999, les Audi participent pour la première fois à des courses, à Sebring et aux 24 Heures du Mans. Là, le coupé Audi R8C, construit en Angleterre en moins de temps et beaucoup moins testé, s’est révélé peu fiable, contrairement à l’Audi R8R. Le roadster était utilisé par l’équipe expérimentée de Joest Racing, la fiabilité était donc assurée. En raison d’un manque de vitesse, les Audi n’étaient pas candidates à la victoire, mais après la fin de la compétition, elles ont obtenu les troisième et quatrième places - cette dernière même après trois changements de boîte de vitesses.
Sur la base de cette expérience, la R8 a ensuite été développée avec Joest Racing pour 2000. La R8C a été abandonnée et l’expérience du développement a été intégrée à la Bentley Speed 8.
Dans le même temps, Mercedes, BMW et Toyota se retirent des courses de voitures de sport au profit de la Formule 1. Porsche a décidé d’utiliser une nouvelle voiture de course avec un moteur V10 et l’a utilisé pour développer le moteur de la Porsche Carrera GT.

## Succès en 2000

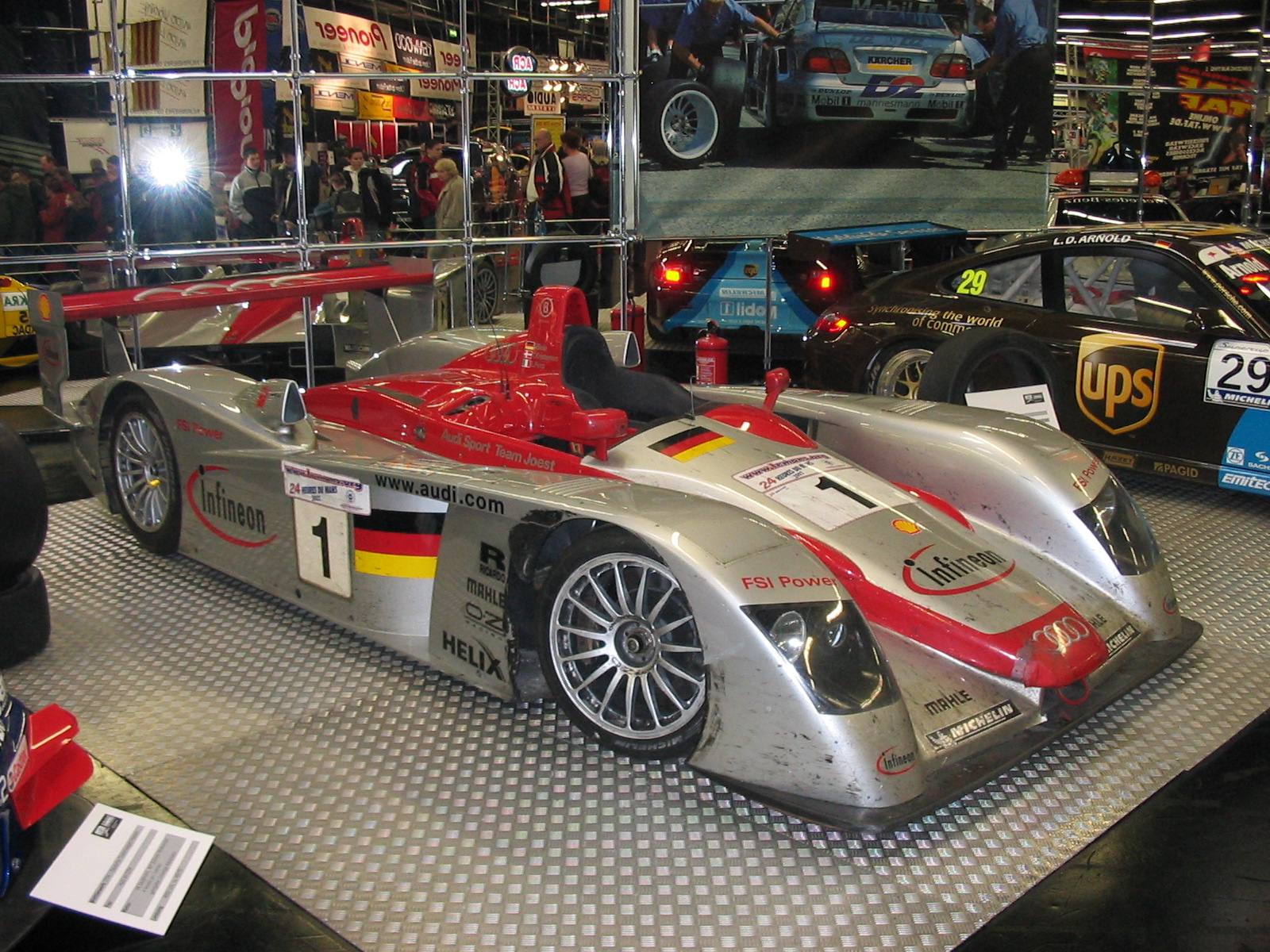
Audi R8

La nouvelle R8 a remporté d’emblée les 12 Heures de Sebring et les 24 heures du Mans, annonçant ainsi la relève de la garde du vainqueur de l’an dernier, la BMW V12 LMR qui n’était plus développée et dont l’équipe d’usine n’a pas fait courir. La suite de la saison est également couronnée de succès avec des victoires au Petit Le Mans et en American Le Mans Series.
Les solides équipes allemandes de BMW et d’Audi étaient les favorites pour la course des 6 Heures du Nürburgring, qui a été relancée après une pause d’une décennie. Cependant, elle a été remportée sous la pluie par l’excentrique Panoz LMP-1 à moteur avant de Jan Magnussen/David Brabham devant une BMW V12 LMR, une Audi R8 et la seconde Panoz.

## Dominance en 2001
Entre 2000 et 2005, l’Audi R8 a remporté cinq fois les fameuses 24 Heures du Mans. Trois victoires consécutives ont été remportées en 2002, ce qui a permis à Audi de conserver le trophée et de l’exposer depuis au musée de l’entreprise à Ingolstadt. En 2003, au sein du groupe, c’est la Bentley qui prime et qui, avec le soutien officieux de l’équipe d’usine et de Joest Racing, s’impose face aux R8 des équipes de clients.
Le 25 avril 2001, Michele Alboreto a eu un accident mortel sur l’ovale à côté de l’EuroSpeedway Lausitz en raison d’un pneu crevé lors d’essais routiers avec la R8. En conséquence, Audi a équipé la R8 de capteurs de pression de l’air dans les pneus pour détecter une "crevaison progressive" à un stade précoce.
Lors des victoires au Mans et en American Le Mans Series, les pilotes Audi remportaient généralement des victoires doubles ou triples. Seules les Cadillac Northstar LMP étaient représentées en tant que concurrentes d’usine, sinon seules des équipes privées ou de petits constructeurs tels que Panoz, Lola, Zytek, Courage, Riley & Scott et Reynard étaient présents.
Avec la restructuration des deux catégories de prototypes, LMP900 et LMP675, en une structure hiérarchique pour les prototypes les plus rapides, LMP1, et pour les équipes privées plus professionnelles avec des prototypes moins chères, LMP2, de nouvelles réglementations techniques ont été introduites par l’Automobile Club de l’Ouest. Toutes les voitures plus anciennes ont été autorisées à continuer à rouler en tant que soi-disant "hybrides" et avec des ajustements jusqu’en 2006. Audi a décidé de ne pas développer de nouveau véhicule pour cette période de transition, mais a dû en contrepartie disputer l’ALMS et les 24 Heures du Mans avec une puissance moteur réduite à partir de 2003, et avec seulement 520 ch, 50 kg de poids supplémentaire et 80 litres de capacité du réservoir au lieu des 90 litres habituels au Mans 2005.

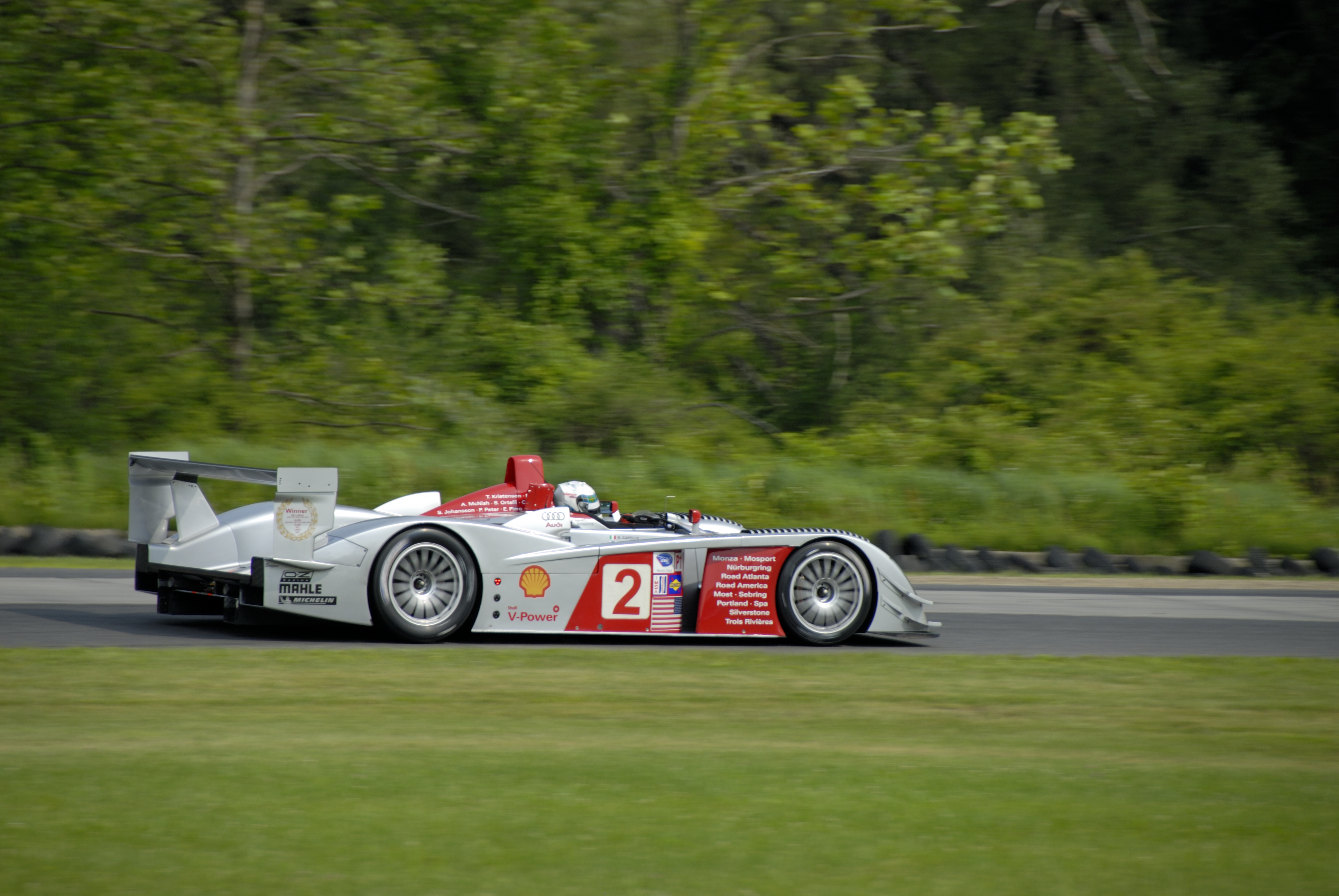
L’Audi R8 lors de sa dernière course à Lime Rock Park en 2006

Fin 2005, l’Audi R8 a été officiellement retirée et une voiture de sport du même nom homologuée pour la route a été annoncée. La voiture de sport conçue pour la piste a également été utilisée en ALMS jusqu’en mi-2006, après la première de la R10 à Sebring. Le 1er juillet 2006, l’Audi R8 a disputé sa dernière course au Lime Rock Park de Lakeville. À Lime Rock, Audi Sport North America a démarré pour la dernière fois avec la «bonne vieille» R8. Pour la course d’adieu aux États-Unis, Audi Sport a proposé une peinture spéciale pour la R8 : les noms des 18 pilotes qui avaient gagné des courses avec la R8 pouvaient être vue sur le véhicule, ainsi que les noms des 23 circuits du monde sur lesquels la R8 a gagné - depuis les débuts réussis à Sebring en mars 2000 jusqu’au 61e triomphe à Houston. Rinaldo Capello et Allan McNish, alors leaders de la catégorie LMP1 de l’American Le Mans Series, étaient au volant de la R8. Capello a remporté 18 victoires avec la R8, seul Frank Biela a été plus performant avec 21 victoires.
La successeur de la voiture de sport conçue pour la piste était la R10 TDI de 2006, qui était propulsée par un moteur V12 turbo diesel de 5,5 l avec 475 kW (646 ch) et 1200 Nm. Le moteur TDI d’Audi a donc été utilisé un an plus tôt que le moteur diesel de Peugeot. La R10 TDI a poursuivi la success story de la R8 avec trois victoires au général au Mans de 2006 à 2008.

## Technique
La voiture est dotée d'un moteur 3,6 litre V8 turbocompressé utilisant la technologie TFSI à injection directe essence produisant près de 600 chevaux.

## Palmarès
- 1999 : 3e et 4e des 24 Heures du Mans
- 2000 : Vainqueur du Championnat ALMS (Frank Biela / Tom Kristensen / Emanuele Pirro), Vainqueur des 24 Heures du Mans (Frank Biela / Tom Kristensen / Emanuele Pirro)
- 2001 : Vainqueur du Championnat ALMS (Frank Biela / Emanuele Pirro), Vainqueur des 24 Heures du Mans (Frank Biela / Tom Kristensen / Emanuele Pirro)
- 2002 : Vainqueur du Championnat ALMS (Rinaldo Capello / Tom Kristensen), Vainqueur des 24 Heures du Mans (Frank Biela / Tom Kristensen / Emanuele Pirro)
- 2003 : Vainqueur du Championnat ALMS (Johnny Herbert / J.J. Lehto), 3e des 24 Heures du Mans (J.J. Lehto / Emanuele Pirro / Stefan Johansson)
- 2004 : Vainqueur des 1 000 km de Monza et des 1 000 km de Spa (Jamie Davies / Johnny Herbert), Vainqueur des 24 Heures du Mans (Seiji Ara / Rinaldo Capello / Tom Kristensen), vainqueur des 1 000 km du Nürburgring et de Silverstone (Pierre Kaffer / Allan McNish)
- 2005 : Vainqueur des 24 Heures du Mans (J.J. Lehto / Marco Werner / Tom Kristensen) et des 1 000 km de Silverstone (Allan McNish / Stéphane Ortelli)

## Divers
Une série unique, l'Audi R8 « Crocodile » a couru sur le circuit d'Adélaïde en 2000.